# 上海贝岭
上海贝岭股份有限公司，（上交所：600171）简称“上海贝岭”。公司是微电子行业的一家生产大规模集成电路的大型骨干企业。

## 历史
前身为1988年9月始建的上海贝岭微电子制造有限公司，1988年，公司由上海仪电控股(集团)公司和上海贝尔（美国贝尔中国分公司）电话设备制造有限公司共同发起，将其共同投资的上海贝岭微电子制造有限公司依法变更而成的股份有限公司。上海贝岭在发展初期得到大量由贝尔公司转让的微电子技术，得以能够发展出稳固的集成电路技术。1998年9月24日，在上海证券交易所上市。公司驻地在上海市漕河泾开发区。截至2012年，第一大股东为中国电子信息产业集团（约27%股份）。